# Kurunta
Kurunta, o anche Ulmi-Teshub (1290 a.C. circa – 1220 a.C. circa), fu un principe ittita e sovrano della regione di Tarhuntassa, probabilmente resosi indipendente dal potere centrale della capitale Hattusa, vissuto nel XIII secolo a.C.

## L'infanzia di un principe su al Nord

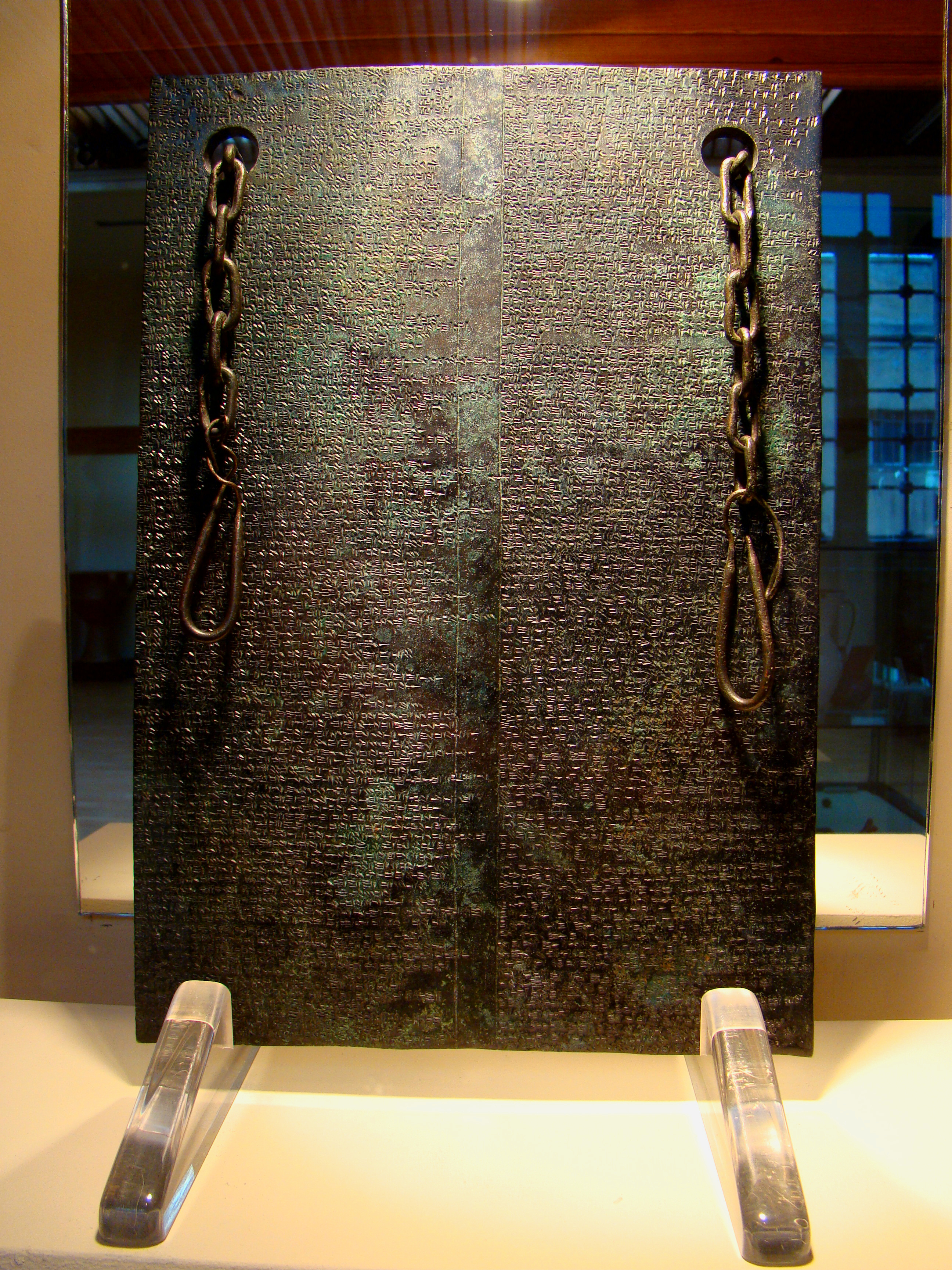
Tavola di bronzo con inciso il trattato tra re Tudhaliya IV e suo cugino Kurunta

Kurunta, una delle figure più enigmatiche e affascinanti della storia ittita della quale sarà protagonista per oltre mezzo secolo, era il figlio minore del re Muwatalli II, nato forse dall'unione di suo padre con una concubina o una moglie secondaria.
Tuttavia taluni storici, in particolare Singer in maniera puramente speculativa, hanno avanzato l'ipotesi che il principe possa esser stato invece un figlio di primo rango, generato dal Re Muwatalli e dalla Regina Regnante Danuhepa, ma che essendo troppo giovane per ascendere al trono alla morte del padre gli sarebbe stato preferito un figlio di secondo rango, il fratello maggiore Muršili III.
Se tale ipotesi fosse vera sarebbe stato allora Muwatalli il marito di Danuhepa (e non come generalmente accettato il di lui padre Muršili II), circostanza che mal si concilia col processo cui poi lo stesso re sottoporrà, portandoli alla "rovina, Danuhepa e suo figlio"; Muršili III inoltre era stato designato tuhkanti, principe ereditario, da tempo, il che pone al mondo accademico fortissimi dubbi sulla possibile esistenza di un erede di primo rango di Muwatalli.
Kurunta era comunque nato alla corte di Tarhuntassa, da poco elevata dal padre a capitale ittita, verosimilmente attorno al 1290/85 a.C.; il re, temendo forse che una congiura di palazzo potesse eliminare la sua intera progenie, lo inviò ancora infante presso lo zio Hattusili, potente governatore del Nord dal Palazzo di Hakpis, mentre il fratello Urhi-Teshub rimase a corte.
Se congiura ci fu non ebbe esito, e alla morte di Muwatalli (1272), al trono ascese regolarmente l'erede designato che assunse il nome di Muršili III.
Nel frattempo Kurunta era cresciuto a corte dello zio, trattato come un figlio e considerato tale; in particolare aveva stretto un legame forte con il cugino Tudhaliya, di non molto più giovane.
Quando alcuni anni più tardi (1265) esplose il conflitto tra suo fratello il re e suo zio, che sfociò nella guerra civile ittita, Kurunta rimase fedele a quest'ultimo, che ne uscì vincitore, ascendendo al trono ittita con il nome di Hattušili III.

## Sul trono (secondario) di Tarhuntassa
Con il chiaro intento di rinsaldare i rapporti all'interno della famiglia reale, il nuovo sovrano concesse proprio a Kurunta, in concomitanza con la propria ascesa al trono, l'onore che Muršili III aveva negato a lui e che era stato all'origine dello scontro: regnare sulla capitale secondaria degli Ittiti come reggente.
Muwatalli II aveva infatti diviso i territori imperiali in due parti, affidando il controllo del Nord al fratello; quando Muršili III aveva riportato la capitale nella sede storica di Ḫattuša a nord, riducendo drasticamente l'influenza e il potere dello zio, il conflitto tra i due era esploso.
Ora Hattusili, tornato con la corte a Hattusa e verosimilmente temendo future pretese di Kurunta sul trono che era stato del padre, lo appuntava sovrano del Sud, dalla capitale secondaria di Tarhuntassa.
L'intero regno di Hattušili III fu speso a intessere relazioni interne ed esterne che legittimassero il suo diritto a essere sovrano e, al contempo, a cercare di rinsaldare sempre più i rapporti di amicizia e unione tra suo figlio ed erede designato Tudhaliya e Kurunta.
Kurunta è citato in più passaggi della famosa lettera di Tawagalawa, un testo di incerta attribuzione (candidati autori: Muwatalli II e Hattušili III) nel quale ci si riferisce a lui con il titolo espresso di Tartenu, il cui esatto significato non è ancora chiaro agli storici ma che si avvicina molto al concetto di tuhkanti, Principe Ereditario; la notizia è sorprendente in quanto in nessun altro testo a noi giunto si parla di questo personaggio come erede designato al trono ittita. Evidentemente in qualche fase non chiarita, suo padre o suo zio devono aver pensato a lui quale erede, scegliendo però in seguito l'uno il fratello Urhi-Teshub e l'altro il cugino Tudhaliya IV. Una definitiva identificazione del periodo in cui Kurunta fu nominato Tartenu e l'esatto significato del ruolo potrebbero aiutare a comprendere meglio questa affascinante figura e le sue azioni che seguirono.
Alla morte di Hattusili III (1237), il figlio ascese al trono come Tudhaliya IV e uno dei suoi primissimi atti fu quello di riconfermare il cugino Kurunta sul trono di Tarhuntassa, con un nuovo e più ampio trattato di amicizia, ritenuto tanto importante da essere inciso su una tavoletta di bronzo, unica giunta sino a noi dal mondo ittita.
Anche Tudhaliya dette segni di temere che Kurunta, oltre che Muršili III fuggiasco e ancora in vita, potesse avanzare pretese sul trono, ma in realtà nessuna notizia a noi giunta ci parla di azioni intraprese in questa fase storica dal sovrano di Tarhuntassa che potessero giustificare tali timori.

## Ancora una faida regale: colpo di Stato?
E poi qualcosa di enorme portata è successo, anche se non è chiarissimo cosa e quando: il trattato tra Tudhaliya IV e Kurunta fu bruciato e sotterrato a Hattusa, prova inconfutabile dello sdegno che deve essere subentrato da parte del re verso il cugino; un anello è riemerso a Hattusa col sigillo del "Grande Re Kurunta", e poi altri due sigilli dall'archivio di Nişantepe; un altorilievo rupestre nei pressi di Hatip (nella zona ove sorgeva Tarhuntassa) è stato tradotto e porta l'inequivocabile dicitura "Kurunta, Grande Re, Labarna, figlio del Grande Re Muwatalli", titolo riservato solo ai sovrani ittiti.
Inoltre il figlio di Tudhaliya, Šuppiluliuma II, narra nei rilievi di Tarhuntassa di aver condotto (1200 ca.) una spedizione armata contro una serie di città del centro-sud anatolico, tutte note vassalle ittite, tra cui sorprendentemente figura Tarhuntassa, sconfiggendola, conquistandola e annettendola al proprio regno, riprova inequivocabile che la capitale secondaria fosse in quel momento separata e antagonista di Hattusa.
Gli studiosi non concordano ma ipotizzano diversi scenari, il più probabile dei quali, visto che nessuna fonte a noi giunta parla di uno scontro armato tra le due città ittite nel XIII secolo, è quello di un distacco politico di Kurunta dal cugino, una dichiarazione di indipendenza che avrebbe portato a una effettiva spaccatura in due dell'Impero con due "Grandi Re", forse verso la fine del regno di Tudhaliya (1220-15) o alla sua morte (1209) o a quella di suo figlio e successore Arnuwanda III (1207), della quale abbiamo notizie confuse; scenari quest'ultimi due poco probabili, visto che all'epoca Kurunta sarebbe stato quasi ottantenne.
Qualcuno (Bryce, supportato da Neve, van den Hout e Collins) si spinge a ipotizzare addirittura un breve avvicendamento sul trono di Hattusa tra i cugini (che daterebbe al 1227), con Kurunta che avrebbe destituito per un breve periodo Tudhaliya, impegnato nella disastrosa campagna anti-assira di Nihryia (1230 ca.) o immediatamente dopo; tale teoria trae fondamento dal ritrovamento di alcune parti delle mura e del quartiere del tempio di Hattuša bruciate in tale periodo, ma con immediati segni di ripresa nell'ultima parte del regno di Tudhaliya, con sviluppo architettonico e nuova pavimentazione nella stessa zona, proprio sotto la quale la tavoletta in bronzo col trattato tra i cugini è stata rinvenuta, rafforzando l'idea che sia stata interrata dopo l'incendio che sarebbe l'effetto del colpo di Stato.
Comunque, anche secondo questa teoria, Tudhaliya IV si sarebbe riappropriato del trono in capo a pochi mesi, e il successivo destino di Kurunta, in un caso o nell'altro, resta a oggi un mistero.
Secondo Bryce, a far da detonatore finale per la secessione di Kurunta dopo tanti anni di fedeltà, potrebbe esser stato il ricongiumento col fratello esiliato Mursili, scappato anche dall'Egitto e di nuovo attivo in Anatolia nel tentativo di riguadagnare il trono di Hattusa; Mursili potrebbe aver raggiunto Kurunta a Tarhuntassa, che certo non lo avrebbe consegnato al cugino Tudhaliya: la successiva morte di Mursili, già molto avanti con gli anni, avrebbe spinto Kurunta ad avanzare le proprie rivendicazioni mirate non solo all'indipendenza ma come obiettivo finale alla conquista del trono di Hattusa.

## La fine della storia?
Una possibile spiegazione sullo scenario degli anni seguenti arriva da una serie di stele progressive, ben otto, decifrate recentemente nei dintorni di Hatip e verso le Terre Basse Ittite, che ci parlano di un "Grande Re Hartapu, figlio del Grande Re Mursili" e delle sue conquiste militari. C'è discordanza sulla datazione, ma la valutazione dei reperti fatta dal prof. Hawkins in situ confermerebbe un'intuizione di Singer secondo la quale si tratterebbe di testimonianze risalenti alla fine dell'età del bronzo (fine XIII - inizio XII secolo); svariati studiosi abbracciano oggi la teoria che il Mursili citato sia Muršili III, stante anche l'assenza di figli noti col nome Hartapu degli altri regnanti chiamati Mursili.
Lo scenario che ne deriverebbe potrebbe essere che Kurunta, sovrano di Tarhuntassa, si sia staccato in qualche modo dal potere di Hattusa e che alla sua morte, che deve essere avvenuta verso la fine del XIII secolo, abbia lasciato il trono al figlio di suo fratello Muršili III, tale Hartapu appunto, restaurando in un certo senso la stirpe di Muwatalli II nella città da questi elevata a capìtale.
Hartapu si sarebbe poi lanciato in una serie di conquiste territoriali ai danni del sovrano di Hattusa, celebrate dalle stele rinvenute.
Tale ipotesi trova ulteriore sostanza dalla notizia che riceviamo in un'orazione composta da Tudhaliya, il quale, già re, cita i figli adulti di Mursili, uno dei quali è verosimile sia stato Hartapu; non si hanno invece notizie dalle fonti né di spose né di figli di Kurunta, che potrebbe pertanto benissimo aver lasciato il trono al figlio del fratello.
L'epilogo di questa nuova avventura regale dei diretti discendenti di Muwatalli II sarebbe stata ancora una volta amaro con la riconquista di Tarhuntassa da parte di Ḫattuša di cui ci parla Šuppiluliuma II: un nuovo scontro militare tra le due fazioni della famiglia reale ittita, che vide prevalere nuovamente il ramo di Hattušili III su quello di Muwatalli II (su questa linea i più quotati ittitologi: Bryce, D'Alfonso, Hawkins e Jasink), con la sconfitta finale di Hartapu.
Taluni studiosi invece (Hoffman già nel 1992, Singer nel 1996 e recentemente Yakubovich nel 2009) formulano l'ipotesi alternativa di una precedente capitolazione di Tarhuntassa (1200 1195 aC.) e di tutta la zona costiera sud-anatolica per mano di una prima ondata dei Popoli del Mare, che si sarebbero impossessati della città e dei suoi territori, e contro i quali sarebbe poi stata indirizzata la campagna militare vittoriosa di Šuppiluliuma II narrata dai rilievi di Tarhuntassa.
Il conflitto fratricida finale tra Hattusa e Tarhuntassa, e la contrapposizione nei decenni precedenti tra le due capitali che deve aver minato le basi politiche ed economiche degli Ittiti, unite alla devastante carestia che colpì l'Anatolia sul finire del XIII secolo, possono aiutare a comprendere come uno degli imperi più organizzati dell'antichità, con un esercito addestrato ed equipaggiato, sia potuto cadere sotto l'avanzata dei Popoli del Mare.